# Muzaffargarh (Distrikt)

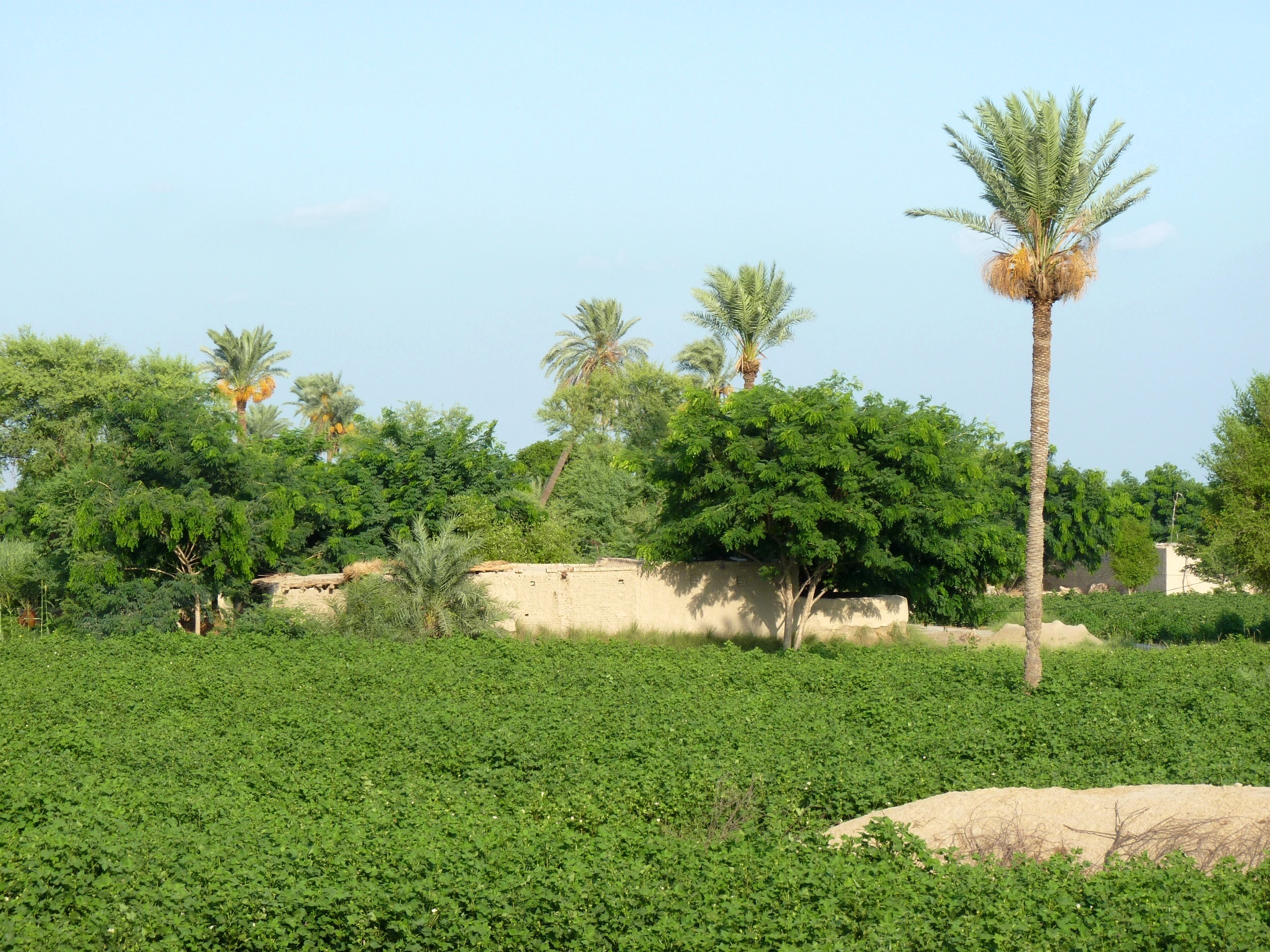
Baumwollanbau in Muzaffargarh

Der Distrikt Muzaffargarh ist ein Verwaltungsdistrikt in Pakistan in der Provinz Punjab. Sitz der Distriktverwaltung ist die gleichnamige Stadt Muzaffargarh.
Der Distrikt hat eine Fläche von 8249 km² und nach der Volkszählung von 2017 4.322.009 Einwohner. Die Bevölkerungsdichte beträgt 524 Einwohner/km². Im Distrikt wird zur Mehrheit die Sprache Saraiki gesprochen.

## Verwaltungsgliederung
Der Distrikt ist administrativ in vier Tehsil unterteilt:
- Alipur
- Jatoi
- Kot Addu
- Muzaffargarh

## Geschichte
Die Stadt Muzaffargarh wurde 1794 vom Gouverneur von Multan, Nawab Muzaffar Khan gegründet.

## Demografie
Zwischen 1998 und 2017 wuchs die Bevölkerung um jährlich 2,63 %. Von der Bevölkerung leben ca. 16 % in städtischen Regionen und ca. 84 % in ländlichen Regionen. In 667.515 Haushalten leben 2.218.744  Männer, 2.103.132 Frauen und 133 Transgender, woraus sich ein Geschlechterverhältnis von 105,5 Männer pro 100 Frauen ergibt und damit einen für Pakistan üblichen Männerüberschuss.
Die Alphabetisierungsrate in den Jahren 2014/15 bei der Bevölkerung über 10 Jahren liegt bei 45 % (Frauen: 31 %, Männer: 59 %) und damit unter dem Durchschnitt der Provinz Punjab von 63 %.
| Jahr | Einwohnerzahl |
| ---- | ------------- |
| 1972 | 1.069.358     |
| 1981 | 1.497.736     |
| 1998 | 2.635.903     |
| 2017 | 4.322.009     |